# 小辽河
小辽河，位于中华人民共和国吉林省公主岭市西北部，是东辽河右岸支流，发源于公主岭双城堡镇五道泉村罗圈沟，蜿蜒向西南流经杨大城子水库、杨大城子镇碱锅村、毛城子镇邹家屯、阚家屯、八屋镇徐凤屯、九间房、十屋镇等村镇，于桑树台镇冷家屯东南汇入东辽河。河长88.4千米，流域面积1140平方千米。年均流量0.57亿立方米。小辽河流域植被稀疏，沙漠盐碱化比较严重，易发生洪涝灾害。